# Allophylus montanus
Allophylus montanus là một loài thực vật có hoa trong họ Bồ hòn. Loài này được F.N.Williams mô tả khoa học đầu tiên năm 1905.